# Adrián Zela
Adrián Zela Terry (Lima, 20 de marzo de 1989) es un futbolista peruano. Juega como defensa central y en la actualidad no tiene equipo. El último club que fue parte era el Deportivo Binacional de la Liga 1 de Perú. Es sobrino nieto de Alberto Toto Terry.

## Trayectoria
Surgió en las divisiones menores de Alianza Lima, donde no llegó a debutar. A mediados de 2007, Adrián llegó al Coronel Bolognesi, club con el que debutó a nivel profesional en 2008. En diciembre de 2009 fue transferido al Club Universitario de Deportes. Pero, por sus malas actuaciones, entre ellas dos autogoles y reiteradas expulsiones, fue separado del club y se retiró del fútbol. En el año 2014, luego de jugar en equipos de Copa Perú en 2013, regresó al fútbol profesional de la mano de Deportivo Municipal para afrontar el torneo de la Segunda División del Perú.

## Selección nacional
Zela inició su participación en la selección peruana en la categoría sub-20, con la cual disputó el Campeonato Sudamericano de Fútbol Sub-20 de 2009 realizado en Venezuela. Con la selección absoluta ha sido internacional en 1 ocasión. Su debut se produjo el 15 de noviembre de 2017 en un encuentro ante la selección de Nueva Zelanda, que finalizó con marcador de 2-0 a favor de los peruanos.

## Clubes
| Club                      | País | Año         |
| ------------------------- | ---- | ----------- |
| Coronel Bolognesi         | Perú | 2007 - 2009 |
| Universitario de Deportes | Perú | 2010        |
| Lima Cricket              | Perú | 2013        |
| San Lorenzo de Porococha  | Perú | 2013        |
| Deportivo Municipal       | Perú | 2014 - 2019 |
| Sport Boys                | Perú | 2020        |
| Sport Chavelines          | Perú | 2020        |
| Deportivo Binacional      | Perú | 2021        |

## Palmarés

### Campeonatos nacionales
| Título                    | Club                | País | Año  |
| ------------------------- | ------------------- | ---- | ---- |
| Torneo Clausura           | Coronel Bolognesi   | Perú | 2007 |
| Segunda División del Perú | Deportivo Municipal | Perú | 2014 |

### Distinciones individuales
| Distinción                                                                                            | Año  |
| --- | ---- |
| Incluido en el equipo ideal del Campeonato Descentralizado según el portal periodístico DeChalaca.com | 2016 |